# Municipio de Union (condado de Sedgwick)
El municipio de Union (en inglés: Union Township) es un municipio ubicado en el condado de Sedgwick en el estado estadounidense de Kansas. En el año 2010 tenía una población de 2410 habitantes y una densidad poblacional de 25,75 personas por km².

## Geografía
El municipio de Union se encuentra ubicado en las coordenadas 37°46′50″N 97°32′8″O / 37.78056, -97.53556. Según la Oficina del Censo de los Estados Unidos, el municipio tiene una superficie total de 93.6 km², de la cual 93.36 km² corresponden a tierra firme y (0.25%) 0.24 km² es agua.

## Demografía
Según el censo de 2010, había 2410 personas residiendo en el municipio de Union. La densidad de población era de 25,75 hab./km². De los 2410 habitantes, el municipio de Union estaba compuesto por el 96.68% blancos, el 0.41% eran afroamericanos, el 0.37% eran amerindios, el 0.46% eran asiáticos, el 0.04% eran isleños del Pacífico, el 0.91% eran de otras razas y el 1.12% pertenecían a dos o más razas. Del total de la población el 2.45% eran hispanos o latinos de cualquier raza.